# 王䋊
王䋊（1495年—？），字少儀，號江埜（江野），湖廣荊州府石首縣人，民籍，明朝政治人物。

## 生平
正德十一年（1516年）丙子科湖廣鄉試第六十五名舉人。嘉靖八年（1529年）己丑科二甲第八十九名進士。九年七月授刑科給事中，十二年四月奉命督催浙江及苏松常镇四府积员织造叚疋，轉吏科右，十四年七月升户科都給事中，十月因廷推吏部尚書一职，触怒世宗，包括王䋊在内的六科十三道掌印官被尽禠职为民，永不起用。

## 著作
有《食研堂记》。
- 《调弦亭》[3]

高煬滄洲悲獨尋，故亭寥落可遺音。
遙憐幽思滿天地，日有清風振古今。
隺嶠豈須陵引並，荊江猶憶水仙深。
千年化入天機調，萬籟愔愔自不禁。

## 家族
曾祖王廷錫；祖父王鉉，曾任教授；父王璞。母彭氏。具庆下。兄王绳。弟王統。
第六子王喬桂是隆庆二年（1568年）戊辰科进士，王乔衡是嘉靖二十二年（1543年）癸卯科举人；王乔吴是嘉靖二十五年（1546年）丙午科举人，王乔昆、王乔蒙、王乔舄俱为贡生。